# Frans Hogenbirk
Frans Hogenbirk (né le 18 mars 1918 et mort le 13 septembre 1998 ) était un footballeur néerlandais, qui a joué en tant que milieu de terrain.

## Biographie

### Club
Pendant sa carrière, il joue un temps dans le club néerlandais de Quick Groningue (aujourd'hui Be Quick 1887).

### International
En équipe nationale, il est appelé en équipe néerlandaise par l'entraîneur anglais Bob Glendenning pour participer à la 1938 en France.
Lors du mondial, les Pays-Bas sont éliminés dès le 1er tour par 3-0 par les Tchécoslovaques au Havre durant les huitièmes-de-finale.